# Jetkuli járás

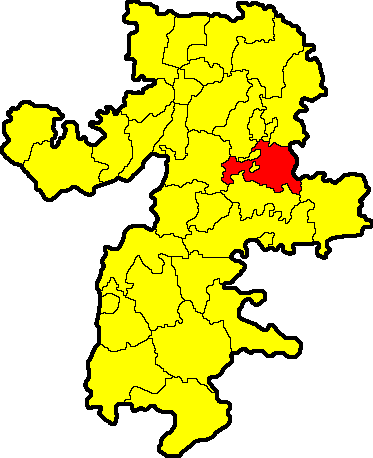
A Jetkuli járás a Cseljabinszki területen

A Jetkuli járás (oroszul Еткульский район) Oroszország egyik járása a Cseljabinszki területen. Székhelye Jetkuli.

## Népesség
- 1989-ben 29 239 lakosa volt.
- 2002-ben 30 165 lakosa volt, melyből 26 062 orosz, 1007 baskír, 794 ukrán, 766 tatár, 422 német, 300 fehérorosz, 169 kazah, 116 örmény, 100 mordvin stb.
- 2010-ben 30 697 lakosa volt, melyből 27 180 orosz, 1013 baskír, 671 tatár, 515 ukrán, 280 német, 169 fehérorosz, 145 örmény, 125 kazah stb.